# Tassilo von der Lasa
Tassilo von Heydebrand und der Lasa (ur. 17 października 1818 w Berlinie, zm. 27 lipca 1899 w Osiecznej koło Leszna) – niemiecki szachista, teoretyk i historyk szachów, założyciel Berlińskiej Plejady.

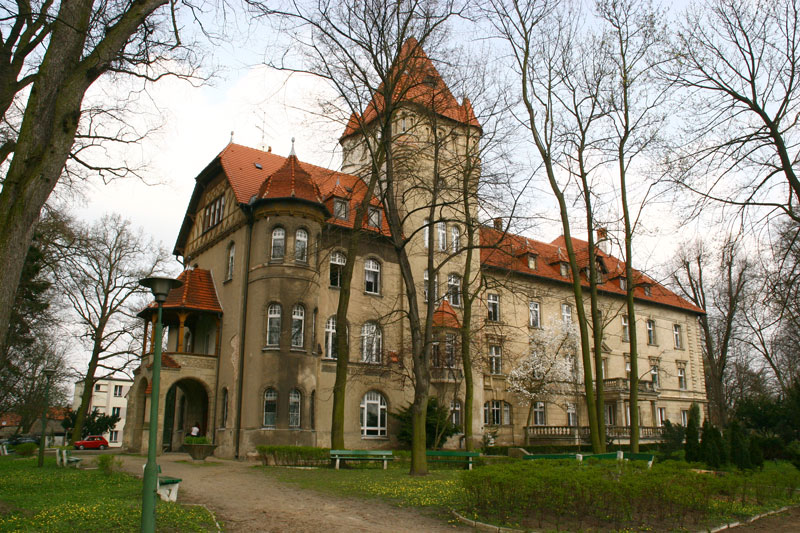
Zamek w Osiecznej, w którym mieszkał Tassilo von Heydebrand

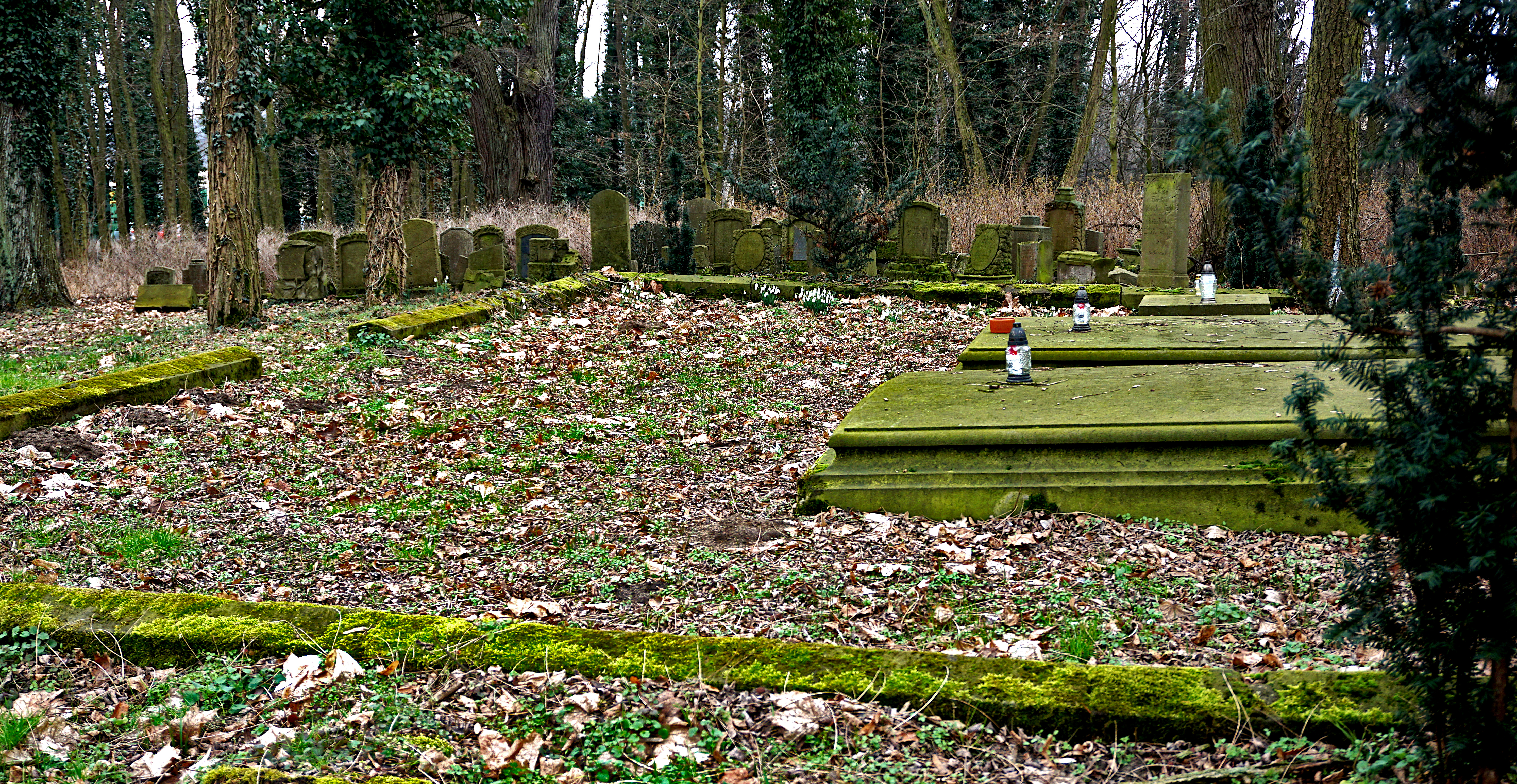
Miejsce pochówku Tassilo von Heydebrand w Osiecznej

## Życiorys
Studiował prawo w Bonn oraz Berlinie, w latach 1845–1864 dyplomata w służbie Prus.
Według encyklopedii Szachy od A do Z był uważany za najwybitniejszego historyka szachów przed H.J.R Murrayem. Od 1880 jako emeryt poświęcił się całkowicie studiom szachowym i opracowaniu swej kolekcji. Był właścicielem jednej z większych w owym czasie bibliotek manuskryptów, starodruków i książek na temat szachów. Kolekcja ta, częściowo rozsprzedana przez rodzinę, do 1945 roku znajdowała się w zamku w Osiecznej, a obecnie przechowywana jest w Bibliotece Kórnickiej PAN.

## Rozegrane mecze
- (data, wynik, przeciwnik)
- 1843, zwycięstwo 2-1, Henry Thomas Buckle
- 1845, zwycięstwo 4-2, Adolf Anderssen
- 1846, zwycięstwo 6-1, Johann Löwenthal
- 1850, zwycięstwo 4-1, John Schulten
- 1851, zwycięstwo 10-5, Adolf Anderssen
- 1853, zwycięstwo 7-6, Howard Staunton

Prace teoretyczne Tassilo von der Lasa obejmują słynny podręcznik Handbuch des Schachspiels z 1843 roku (wspólnie z Paulem Rudolfem von Bilguer), pracę z dziedziny historii szachów Zur Geschichte und Literatur des Schachspiels, Forschungen, a także
liczne artykuły w Deutsche Schachzeitung. Członek honorowy Deutscher Schachbund (1898).

## Prace
- Leitfaden für Schachspieler, Veit & Comp., wyd. 2, Berlin 1857
- Berliner Schach-Erinnerungen nebst den Spielen des Greco und Lucena, Veit & Comp., Leipzig 1859
- Zur Geschichte und Literatur des Schachspiels, Veit & Comp., Leipzig 1897 (Nachdruck u.a. Leipzig 1978, 1984; Boston 2005)
- Paul Rudolf von Bilguer. Fortgesetzt und herausgegeben von seinem Freunde Tassilo von Heydebrand und der Lasa: Handbuch des Schachspiels, Berlin 1843, wyd. 2, 1852 (Edition Olms: Zürich 1979, Nachdruck der Erstausgabe Berlin 1843, ISBN 3-283-00013-1).